# العلاقات الكورية الجنوبية الليتوانية
العلاقات الكورية الجنوبية الليتوانية هي العلاقات الثنائية التي تجمع بين كوريا الجنوبية وليتوانيا.

## مقارنة بين البلدين
هذه مقارنة عامة ومرجعية للدولتين:
| وجه المقارنة                                              | كوريا الجنوبية                                                          | ليتوانيا                                                    |
| --------------------------------------------------------- | ----------------------------------------------------------------------- | ----------------------------------------------------------- |
| المساحة (كم2)                                             | 100.30 ألف                                                              | 65.30 ألف                                                   |
| عدد السكان (نسمة)                                         | 51.47 مليون                                                             | 2.79 مليون                                                  |
| الكثافة السكانية (ن./كم²)                                 | 513.16                                                                  | 42.73                                                       |
| العاصمة                                                   | سول                                                                     | فيلنيوس، كاوناس                                             |
| اللغة الرسمية                                             | اللغة الكورية                                                           | اللغة الليتوانية                                            |
| العملة                                                    | وون كوري جنوبي                                                          | ليتاس ليتواني، يورو                                         |
| الناتج المحلي الإجمالي (بليون دولار)                      | 1.53 تريليون                                                            | 47.17 مليار                                                 |
| الناتج المحلي الإجمالي (تعادل القوة الشرائية) بليون دولار | 1.75 تريليون                                                            | 84.06 مليار                                                 |
| الناتج المحلي الإجمالي الاسمي للفرد دولار أمريكي          | 27.22 ألف                                                               | 14.15 ألف                                                   |
| الناتج المحلي الإجمالي للفرد دولار أمريكي                 |                                                                         | 27.69 ألف                                                   |
| مؤشر التنمية البشرية                                      | 0.901                                                                   | 0.839                                                       |
| رمز المكالمات الدولي                                      | +82                                                                     | +370                                                        |
| رمز الإنترنت                                              | .kr                                                                     | .lt                                                         |
| المنطقة الزمنية                                           | توقيت كوريا الجنوبية، ت ع م+09:00، آسيا/سيول ‏، ت ع م+08:00، ت ع م+08:30 | ت ع م+02:00، ت ع م+03:00، أوروبا/فيلنيوس ‏، توقيت شرق أوروبا |

## منظمات دولية مشتركة
يشترك البلدان في عضوية مجموعة من المنظمات الدولية، منها:
| علم المنظمة | اسم المنظمة                               | تاريخ انضمام كوريا الجنوبية | تاريخ انضمام ليتوانيا |
| ----------- | ----------------------------------------- | --------------------------- | --------------------- |
|             | مؤسسة التمويل الدولية                     | 16 مارس 1964                | 15 يناير 1993         |
|             | منظمة حظر الأسلحة الكيميائية              | ?                           | ?                     |
|             | يونسكو                                    | 14 يونيو 1950               | 7 أكتوبر 1991         |
|             | الأمم المتحدة                             | 17 سبتمبر 1991              | 17 سبتمبر 1991        |
|             | منظمة الشرطة الجنائية الدولية             | ?                           | ?                     |
|             | مجموعة الموردين النوويين                  | ?                           | ?                     |
|             | البنك الدولي للإنشاء والتعمير             | 26 أغسطس 1955               | 6 يوليو 1992          |
|             | الاتحاد البريدي العالمي                   | ?                           | ?                     |
|             | مؤسسة التنمية الدولية                     | 18 مايو 1961                | 23 سبتمبر 2011        |
|             | منظمة التعاون الاقتصادي والتنمية          | 12 ديسمبر 1996              | 5 يوليو 2018          |
|             | منظمة التجارة العالمية                    | ?                           | ?                     |
|             | المركز الدولي لتسوية المنازعات الاستشارية | 23 مارس 1967                | 5 أغسطس 1992          |
|             | وكالة ضمان الاستثمار متعدد الأطراف        | 12 أبريل 1988               | 8 يونيو 1993          |

## أعلام
هذه قائمة لبعض الشخصيات التي تربطها علاقات بالبلدين:
- كولين بارك (موسيقية كورية جنوبية، 1 مايو 1967 – )

## وصلات خارجية
- موقع وزارة الخارجية الكورية الجنوبية
- موقع وزارة الخارجية الليتوانية